# Willi Fährmann

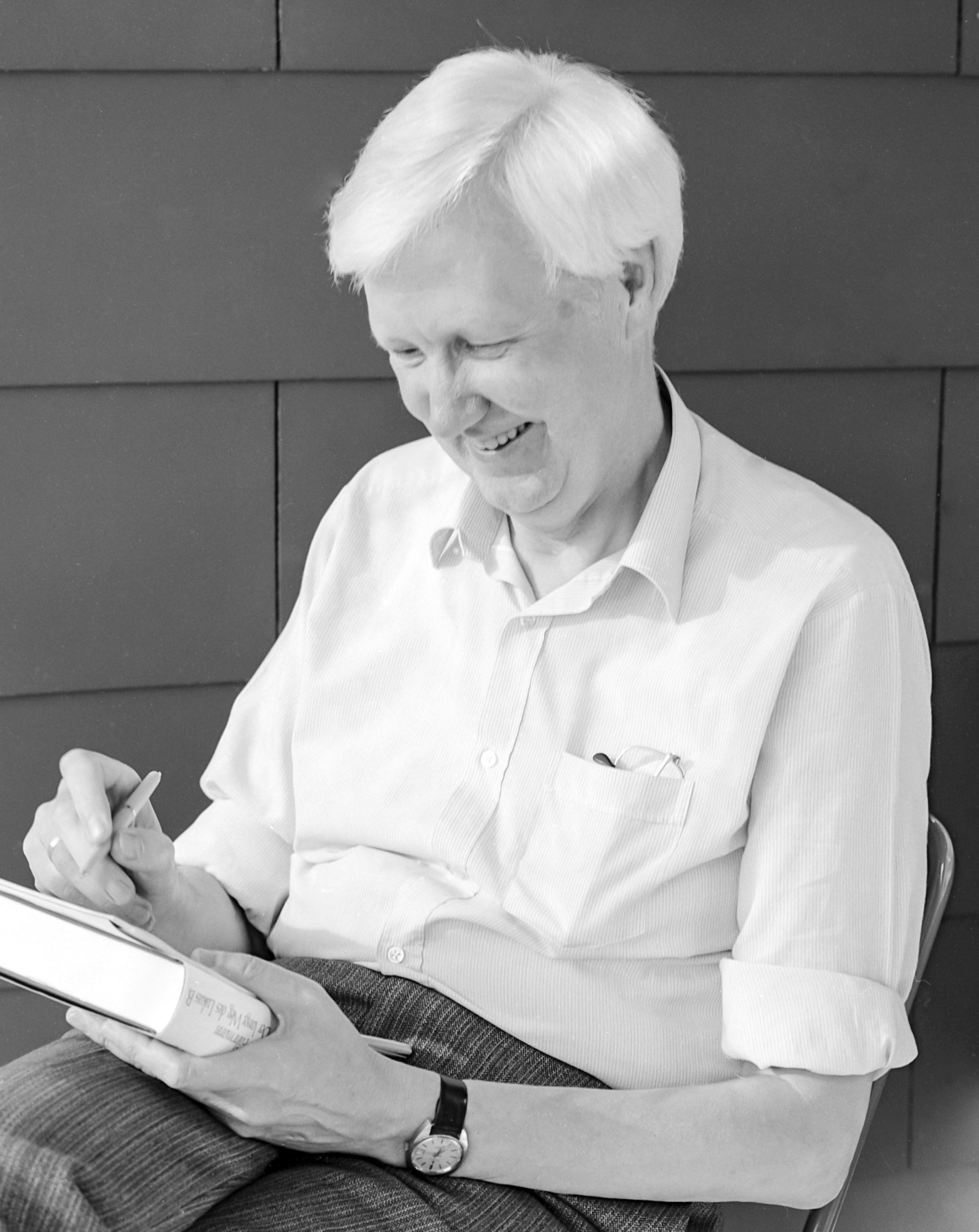
Willi Fährmann (1988)

Willi Fährmann (* 18. Dezember 1929 in Duisburg; † 25. Mai 2017 in Xanten) war ein deutscher Kinder- und Jugendbuchautor. Zu seinen bekanntesten Büchern gehören die in der Bienmann-Saga zusammengefassten Romane Das Jahr der Wölfe (1962), Kristina, vergiß nicht (1974), Der lange Weg des Lukas B. (1980) und Zeit zu hassen, Zeit zu lieben (1985).

## Leben
Willi Fährmanns Vater stammte aus Liebenberg in Ostpreußen und fand Arbeit in der König-Brauerei in Duisburg-Beeck. Er las seinem Sohn fast täglich vor, den zudem die Erzählkunst seiner ostpreußischen Großmutter prägte.
Willi Fährmann begann 1946 zunächst eine Lehre als Maurer. Doch „der Gedanke, Lehrer zu werden, baute sich in meinem Kopf ein Nest“, wie Fährmann es in seinen Lebenserinnerungen Das Glück ist nicht vorbeigegangen ausdrückte. Daraufhin erwarb er über die Begabtensonderprüfung die Berechtigung zum Studium an der Pädagogischen Akademie und begann an der PH Münster und in Oberhausen mit dem Studium der Pädagogik. Ab 1953 arbeitete er als Lehrer an einer Volksschule in Duisburg und wurde 1963 als Schulleiter nach Xanten berufen. Hier konnte er mit Jugendlichen intensive Kontakte knüpfen, die hinsichtlich seiner späteren Arbeit als Schriftsteller sehr hilfreich waren. Bis zu seiner Pensionierung bekleidete er ab 1972 den Posten eines Schulrats. Als Mitglied der katholischen Jugend bereiste Fährmann England, wo er sich vor allem mit dem Leben und Werk Thomas Morus’ beschäftigte. Er unterstützte mehrere Jahre lang die Arbeit des Jugendverbandes Katholische Junge Gemeinde (KJG), indem er für deren Zeitschrift forum die Aufgaben der Schriftleitung wahrnahm.
Fährmann ist der Vater des Kameramanns und Drehbuchautors Tom Fährmann. Er lebte seit 1963 in Xanten am Niederrhein und war Mitglied des PEN-Zentrums Deutschland. Willi Fährmann starb im Mai 2017 im Alter von 87 Jahren.

## Literarisches Schaffen
Der Pädagoge Fährmann holte die Zeitgeschichte in seine Jugendbücher hinein. Viele von Fährmanns Büchern sind in der Zeit des Nationalsozialismus angesiedelt, doch griff Fährmann auch andere Themen auf.
1962 erschien Das Jahr der Wölfe als erste Buchveröffentlichung Fährmanns im Arena Verlag. Dieses erzählt die Geschichte der Familie Bienmann in Ostpreußen, die während des Zweiten Weltkrieges vor der vorrückenden Roten Armee floh, und beruht auf den Erinnerungen des Sohns der Familie, der aus dem Heimatort von Fährmanns Vater kam. Er hatte ihn nach Ende des Krieges kennengelernt und dessen Erzählungen nach weiteren Recherchen schließlich veröffentlicht. Weitere Veröffentlichungen folgten, darunter Kristina, vergiss nicht, die Geschichte eines deutsch-polnischen Mädchens, welches in Polen als Deutsche und in Deutschland als Polin geächtet wird.
Die von 1989 bis 2004 erschienene Tetralogie Der Mann im Feuer, Unter der Asche die Glut, Sie weckten das Morgenrot und Die Stunde der Lerche erzählt die Geschichte der aus dem Paderborner Land stammenden Familie Fink vom Ende der 1920er Jahre bis 1945.
Auch die Stadt Xanten diente Fährmann des Öfteren als Motiv für seine Bücher. So erschien 1987 beziehungsweise 1988 seine Nacherzählung des Nibelungenlieds in den Bänden Siegfried von Xanten und Kriemhilds Rache, während seine Erzählung Es geschah im Nachbarhaus (1968) im Xanten des 19. Jahrhunderts angesiedelt ist. Sie beruht auf der wahren Geschichte eines jüdischen Metzgers, der 1891 zu Unrecht des Ritualmordes an einem Kind bezichtigt wurde und sich im Folgenden mit unüberwindbaren Vorurteilen und Übergriffen durch die christliche Bevölkerung konfrontiert sah.
Bücher von Fährmann wurden in mehr als 80 Sprachen übersetzt.

## Auszeichnungen und Ehrungen
- 1974: Grand prix des Treize für Kristina, vergiss nicht
- 1978: Großer Preis der Deutschen Akademie für Kinder- und Jugendliteratur e. V. Volkach
- 1981: Deutscher Jugendliteraturpreis für Der lange Weg des Lukas B.
- 1981: Katholischer Kinder- und Jugendbuchpreis für Der lange Weg des Lukas B.
- 1982: La vache qui lit
- 1983: Verdienstkreuz 1. Klasse der Bundesrepublik Deutschland
- 1996: Wildweibchenpreis
- 2011: Verdienstorden des Landes Nordrhein-Westfalen

In Nordrhein-Westfalen wurden fünf Schulen nach ihm benannt.

## Werke (Auswahl)
- Graue Kraniche – Kurs Süd, 1956
- Das Geheimnis der Galgeninsel, 1959
- Die Verschwörung der Regenmacher, 1960
- Die Abenteuer auf Niks Arche, 1962
- Das Jahr der Wölfe, 1962
- Samson kauft eine Straßenbahn, 1964
  - Neuauflage: Ein Pferd, ein Pferd, wir brauchen ein Pferd, illustriert von Lilo Fromm. dtv junior, München, ISBN 3-423-07430-2.
- Die Stunde der Puppen, 1966
- Es geschah im Nachbarhaus, 1968
- Kristina, vergiss nicht, 1974
- Das feuerrote Segel, 1976
- Ein Platz für Katrin, 1977
- Vier Freundinnen für Katrin, 1978
- Die Botschaft der Federn, 1979
- Der lange Weg des Lukas B., 1980
- Auf Tigerpfoten kam das Abenteuer, 1981
- Der überaus starke Willibald, 1983
- Thomas und sein toller Zoo, 1984
- Der Hirschhornknopf im Klingelbeutel. Echter Verlag, Würzburg 1984
- Zeit zu hassen, Zeit zu lieben, 1985
- Und leuchtet wie die Sonne, 1986
- Meine Oma war Erfinderin. Mit Bildern von Manfred Schlüter. 1986
- Die letzte Fähre, 1986
- Meine Oma ging aufs Eis. Mit Bildern von Manfred Schlüter. 1987
- Siegfried von Xanten, 1987
- Kriemhilds Rache, 1988
- Der Hahn im Korb, 1989
- Der Mann im Feuer, 1989
- Dietrich von Bern, 1989
- Carlos und Isabella, 1990
- Elsa und der Schwanenritter, 1990
- Gudrun, 1991
- Roter König – weißer Stern, 1991
- Der Wackelzahn muss weg, 1992
- Wieland der Schmied, 1992
- Jakob und seine Freunde, 1993
- Der König und sein Zauberer: Nach der Artussage erzählt. Arena Verlag, Würzburg 1993, ISBN 978-3-401-04463-7
- Große Drachen, kleine Helden. Russische Märchen. Echter Verlag, Würzburg 1993, ISBN 978-3-429-01493-3
- Meine Oma macht Geschichten. Arena Verlag, Würzburg 1995, ISBN 978-3-401-04583-2
- Unter der Asche die Glut. Arena Verlag, Würzburg 1997, ISBN 978-3-401-04776-8
- Der wunderbare Teppich. Echter Verlag, Würzburg 1999, ISBN 978-3-429-02154-2
- Sie weckten das Morgenrot. Arena Verlag, Würzburg 1999, ISBN 978-3-401-04955-7
- Als Oma das Papier noch bügelte. Butzon & Bercker Verlag, Kevelaer 2001, ISBN 978-3-7666-0013-4
- Die Stunde der Lerche. Arena Verlag, Würzburg 2004, ISBN 978-3-401-05720-0
- König Artus und sein Zauberer. Arena Verlag, Würzburg 2004, ISBN 978-3-401-02440-0
- So weit die Wolken ziehen. Arena Verlag, Würzburg 2008, ISBN 978-3-401-06299-0
- Das Glück ist nicht vorbeigegangen. Willi Fährmann erinnert sich. Arena Verlag, Würzburg 2009, ISBN 978-3-401-06530-4
- Sternenkönig: Eine Weihnachtslegende. cbj Verlag, München 2011, ISBN 978-3-570-15376-5
- Es geschah im Nachbarhaus 2012
- Das Jahr der Wölfe 2012
- Der überaus starke Willibald 2014

## Audio-CD
- Beeck. Willi Fährmann erzählt das Duisburg seiner Kindheit, Konzeption/Regie: Thomas Böhm und Klaus Sander. supposé, Berlin 2014, ISBN 978-3-86385-008-1